# Jake Lacy
Jake Lacy, född 14 februari 1986 i Greenfield, Massachusetts, är en amerikansk skådespelare.
Lacy har bland annat medverkat i filmen The Caine Mutiny Court-Martial. Han har även medverkat i TV-serierna Apples Never Fall och The White Lotus.

## Filmografi (i urval)
- 2015 – Carol
- 2018 – Rampage
- 2018 – Johnny English Strikes Again
- 2021 – Att vara Ricardos
- 2021 – The White Lotus (TV-serie)
- 2023 – The Caine Mutiny Court-Martial
- 2024 – Apples Never Fall (TV-serie)